# Holmij
Holmij je kemijski element atomskog (rednog) broja 67 i atomske mase 164.93032(2). U periodnom sustavu elemenata predstavlja ga simbol Ho.
Holmij je 1879. godine otkrio Per Teodore Cleve (Švedska). Ime je dobio po latinskom nazivu za Stockholm. To je srebrni, mekani i kovki metal. Stabilan je u suhom zraku na sobnoj temperaturi, ali burno reagira s vlažnim zrakom ili pri povišenoj temperaturi. Topljiv je u kiselinama. Može burno reagirati s halogenima.